# ميناء تشيناي
ميناء تشيناي هو ثاني أكبر ميناء للحاويات في الهند بعد ميناء جواهر لال نهرو. يظل الميناء سببًا رئيسيًا للنمو الاقتصادي في ولاية تاميل نادو، خاصةً ازدهار التصنيع في جنوب الهند، وقد ساهم بشكل كبير في تطوير مدينة تشيناي. اعتبارًا من عام 2011، احتل ميناء تشيناي المرتبة 86 بين أكبر ميناء للحاويات في العالم وكانت هناك خطط لتوسيع السعة إلى حوالي 140 مليون طن سنويًا. و تتم إدارة الميناء من قبل شركة موانئ دبي العالمية المملوكة لدولة الإمارات العربية المتحدة